# Tinea flavofimbriella
Tinea flavofimbriella är en fjärilsart som beskrevs av Pierre Chrétien. Tinea flavofimbriella ingår i släktet Tinea och familjen äkta malar. Inga underarter finns listade i Catalogue of Life.